# Lamaquitos

Karte von 1908, auf der nachträglich Lamaquitos eingezeichnet wurde

Lamaquitos (Lamakitu, Lamakhitu) war ein traditionelles Königreich der Bunak im heutigen Osttimor. Der Legende nach soll das Reich von sieben Brüdern oder Verbündeten gegründet worden sein. Sein Name ergibt sich aus der Verballhornung der Tetum-Bezeichnung lamak-hítu (auch hánek-hítu), was so viel wie sieben Schüsseln bedeutet. Es beherrschte in etwa das Gebiet des heutigen Verwaltungsamts Maliana, zwischen Cailaco im Norden und Maucatar im Süden. Auch der Berg Leohito im heutigen Suco Leber (Verwaltungsamt Bobonaro) gehörte zum Kerngebiet des Reiches.
1719 beteiligte sich Lamaquitos am Camenaça-Pakt um die Portugiesen und das Christentum von Timor zu vertreiben. Die daraus entstehende Cailaco-Rebellion zwang die Portugiesen 1769 schließlich, ihre koloniale Hauptstadt von Lifau nach Dili zu verlegen.
Mit der kolonialen Grenzziehung vom Vertrag von Lissabon (1859) zwischen Portugal und den Niederlanden wurde Lamaquitos zum Machtbereich Portugals zugeordnet. Im Oktober 1894 führte der portugiesische Gouverneur José Celestino da Silva eine erfolgreiche Offensive gegen das rebellierende Lamaquitos durch.
1897 kam es zu mehreren Schlachten um Gebiete in Lamaknen zwischen Lamaquitos und dem südlich gelegenen Lakmaras, das seine Bündnispartner bei den Bunak im Südwesten hatte und zum niederländischen Hoheitsgebiet gehörte. Folge der verschiedenen Gebietsverschiebungen zwischen den lokalen Bunak-Reichen war, dass auch die Grenzziehung zwischen den beiden Kolonialmächten Portugal und Niederlande lange Zeit umstritten blieb und Thema langwieriger Verhandlungen war. Im selben Jahr gab es Tote bei Zusammenstößen niederländischer und portugiesischer Truppen in Lakmaras. Der Anspruch der Niederländer auf Maucatar weiter südlich wurde bisher mit der Oberhoheit über Lakmaras begründet, das eine Verbindung zu Maucatar schuf. Zwischenzeitlich war Lakmaras aber Untertan von Lamaquitos. Maucatar müsste nach den bisherigen Vereinbarungen als Enklave an Portugal fallen. Mit der Den Haag-Konvention vom 1. Oktober 1904 wurde ein Kompromiss geschlossen. Portugal sollte Maucatar erhalten, im Austausch für die portugiesische Enklave Noimuti in Westtimor und einiger Grenzgebiete. Portugal ratifizierte den Vertrag bis 1909, doch dann kam es zum Streit um die Grenzziehung an der Ostgrenze von Oecussi, weswegen der Gebietsaustausch ausblieb. 1910 nutzten die Niederlande die unübersichtliche Situation nach dem Sturz der portugiesischen Monarchie, um sich Lakmaras erneut mit europäischen und javanischen Truppen anzueignen. 1916 wurde schließlich Maucatar an Portugal abgetreten. Lamaknen und Lakmaras verblieben bei den Niederlanden.